# ماده خشک‌کن

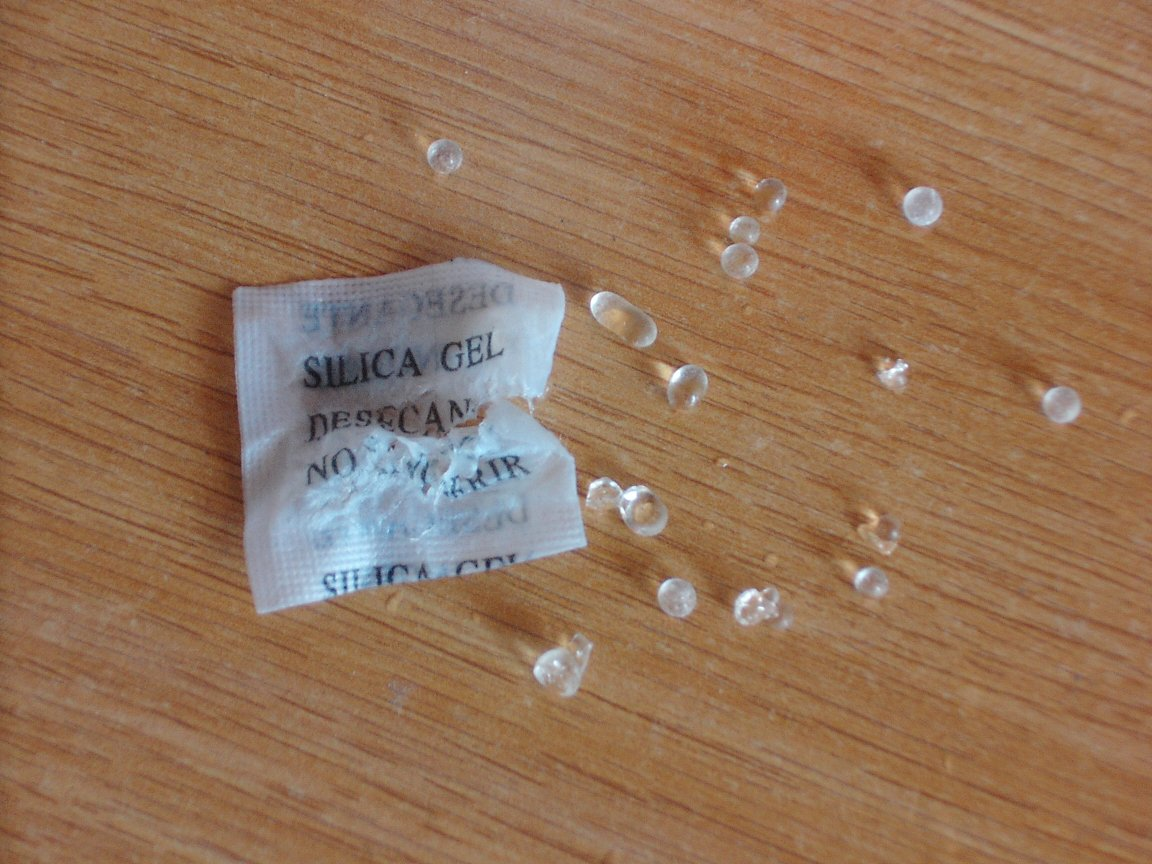
سیلیکا ژل

مادهٔ خشک‌کن به ماده‌ای گفته می‌شود که برای جذب بخار آب یک محیط بسته به کار می‌رود. این مواد ممکن است به صورت غیر جامد و مثلاً به حالت مایع باشند. خشک‌کن‌های مایع معمولاً از تری‌اتیلن گلیکول یا نمک‌هایی مانند کلرید کلسیم یا لیتیم کلریدِ حل‌شده در آب بهره می‌برند و هرچه محلول خشک‌کن غلیظ‌تر و فشار بخار آن کمتر باشد، قدرت جذب بخار آب از هوای محیط در آن بیشتر خواهد بود.
قدرت جذب رطوبت در مواد خشک‌کن با گذشت زمان تغییر می‌کند. برخی از مواد زودتر قدرت جذب خود را از دست می‌دهند. برای نمونه الک مولکولی، فسفروس پنتوکسید، کلسیم سولفات، رُس، کلرید کلسیم، و سیلیکاژل به ترتیب دارای قدرت جذب بیشتری با مرور زمان هستند.